# Hedwig Reicher-Kindermann

Hedwig Reicher-Kindermann

Hedwig Reicher-Kindermann (15. Juli 1853 in München – 2. Juni 1883 in Triest) war eine deutsche Opernsängerin (Sopran bis Mezzosopran/Alt).

## Leben
Frühe musikalische Ausbildung in München
Hedwig Kindermann wurde als fünfte Tochter des Münchner Kammersängers August Kindermann und der Pianistin Magdalena Hofmann geboren. Von ihrem Vater erhielt sie ihren ersten Gesangsunterricht, ihre Mutter, Schülerin des Leipziger Konservatoriums und Felix Mendelssohn Bartholdys, unterrichtete sie vom fünften Jahr an im Klavierspiel. Mit 15 Jahren trat Hedwig Kindermann als Pianistin in die Münchner Musikschule ein. Hier zeigte sich in den Chorstunden unter Franz Wüllner ihr tiefer Contra-Alt, der es ihr ermöglichte, die Arie des Sarastro (aus Mozarts Oper Die Zauberflöte) in der Originallage zu singen.
Durch den Gesangsunterricht bei ihrem Vater konnte sie sich innerhalb von einem Jahr von der weiblichen Bassistin zu einer Sängerin mit großem Stimmumfang bilden, die auch in der Mittellage singen konnte. Nach ihrem einjährigen Kursus an dem Königlichen Konservatorium als Choristin trat sie 1871 in den Chor des Münchner Hoftheaters ein.
Ihre Geschwister Marie, Franziska und August Kindermann wurden ebenfalls Sänger.
Sängerin in München und Karlsruhe
1871 debütierte sie in Karlsruhe; nach dortigem kurzem Wirken am Gärtnerplatz-Theater als erste Altistin, hauptsächlich als Operettensängerin, wurde Hedwig Kindermann Solosängerin am Münchner Hoftheater. Sie wirkte sowohl in Opern als auch Balletten, Lustspielen und Tragödien mit.
Am 25. Juli 1875 heiratete sie in München den Schauspieler Emanuel Reicher, gegen den Willen ihrer Eltern, die wohl aufgrund der unterschiedlichen Konfessionen Einwände hatten. Um die Ehe eingehen zu können, schied Hedwig Kindermann aus der katholischen und Emanuel Reicher aus der israelitischen Religionsgemeinschaft aus. Das Paar bekam einen Sohn Frank (1875–1965), jedoch verlief die Ehe nicht glücklich, sodass sie wieder geschieden wurde.
Bayreuth 1876

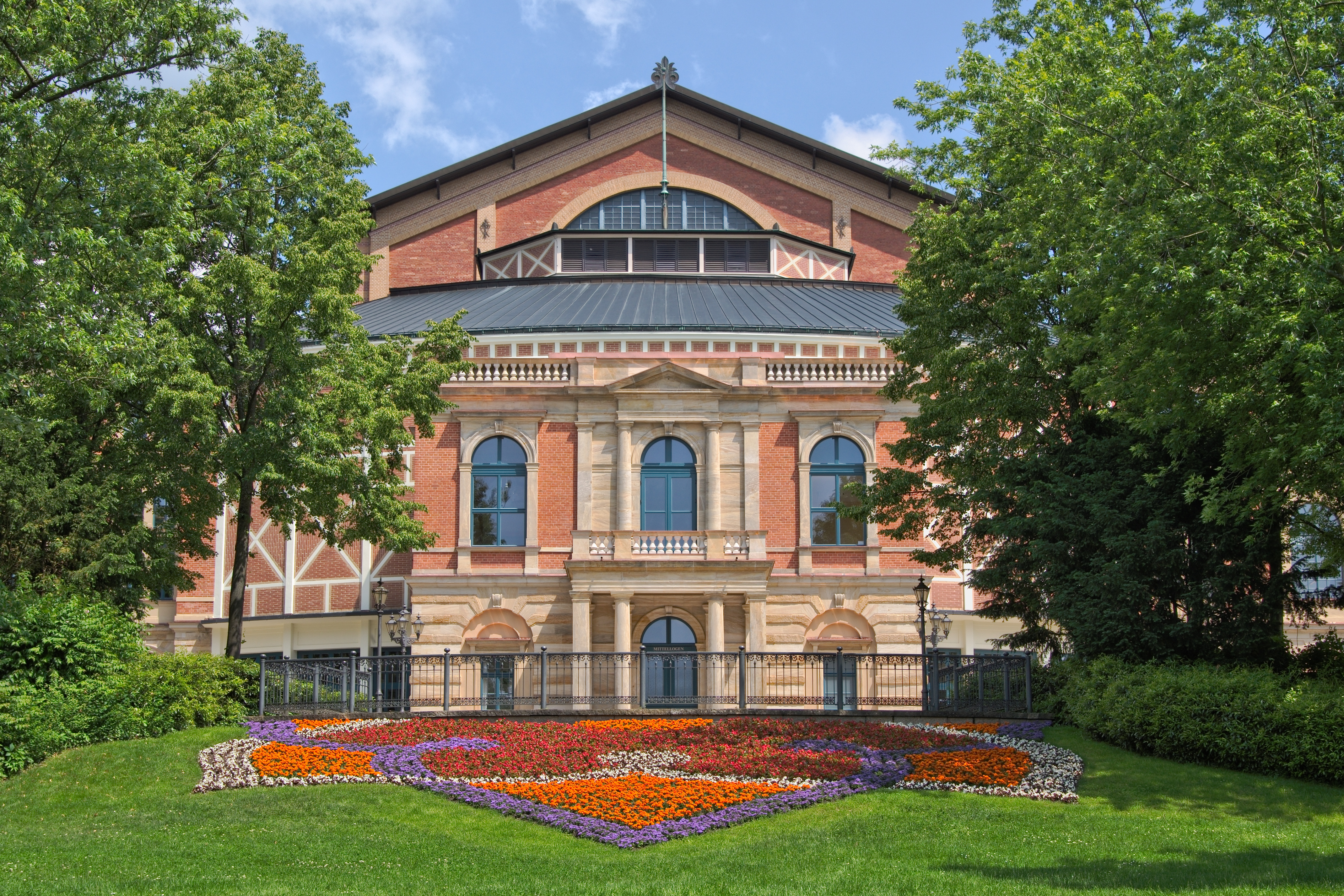
Festspielhaus Bayreuth

In Bayreuth sang sie auf den Bayreuther Festspielen bei der Uraufführung des gesamten Ring-Zyklus (13.–17. August 1876), neben dem berühmten Schwesternpaar Marie und Lilli Lehmann, die Grimgerde im ersten Ring-Zyklus (Das Rheingold), dann im zweiten die Rolle der Erda (Die Walküre). Zu dieser Zeit begründete sich ihr Ruhm als eine der bedeutendsten Wagner-Sängerinnen ihrer Zeit.
Hamburg, Wien und München
1877 wurde sie für das Stadttheater in Hamburg engagiert (für die Rolle des Orpheus in Glucks Oper Orpheus und Eurydike) sowie ab 1878 an der Wiener Hofoper, wo sie ihr Repertoire um italienische Bühnenwerke erweiterte. Sie sang darüber hinaus Partien in Richard Wagners Ring des Nibelungen sowie die Leah in der Uraufführung von Rubinsteins Oper Die Maccabäer, die der Komponist selbst leitete. Kurzzeitig kehrte sie an das Münchner Hoftheater zurück, erhielt dort aber nur kleine Rollen, sodass sie sich im Oktober 1879 dazu entschloss, nach Paris zu gehen.
Paris und Monaco

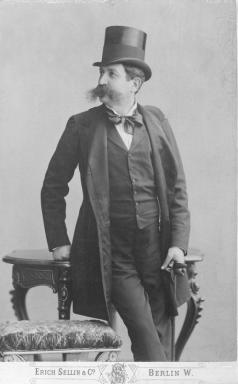
Angelo Neumann, er engagierte Hedwig Reicher-Kindermann für sein reisendes „Nibelungentheater“

In Paris wurde sie durch Gabriel Fauré, der ihre sängerischen Fähigkeiten erkannte und sie bereits in Wien gehört hatte, an die Oper empfohlen. Vorerst aber bereitete sie sich durch Studien zu einem erfolgreichen Gastspiel in Monaco vor. In sechs Wochen lernte sie neun Rollen in französischer Sprache. Noch vor ihrem Auftreten in Paris wurde sie von Angelo Neumann an das Leipziger Stadttheater berufen.
1880/81 Leipzig, Berlin und London
Im Mai 1880 war ihre erste Rolle in Leipzig die Leonore aus Beethovens Oper Fidelio. Weitere Rollen folgten, u. a. der Donna Anna, Brunhilde, Armida, Eglantine und Isolde (in der Leipziger Premiere des Tristan), wofür sie das Leipziger Publikum als geschätzte Künstlerin feierte. Angelo Neumann setzte sich für die Verbreitung von Wagners Ring des Nibelungen in Europa ein und gründete hierfür ein reisendes Richard-Wagner-Theater. Im Mai 1881 trat Hedwig Reicher-Kindermann unter Neumann in Berlin auf: Im Viktoria-Theater inszenierte er die vier Opernzyklen Wagners. Hedwig Reicher-Kindermann sang die Nebenrollen der Fricka und Waltraute und trat u. a. neben Amalie Materna auf. Ein Gastspiel führte sie außerdem an das Kroll’sche Theater Berlin sowie nach London an das Her Majesty’s Theatre.
1882/83 Tournee mit Neumanns reisendem Richard-Wagner-Theater
Ab September 1882 führte sie die Tour unter Neumanns Leitung zur Aufführung des Ring des Nibelungen u. a. nach Breslau, Königsberg, Danzig, Hannover, Bremen, Barmen, Köln, Frankfurt am Main, Leipzig und Berlin. Von Berlin aus ging es weiter nach Dresden, Kassel, Dortmund, Elberfeld, Amsterdam und Brüssel. Auf der kräftezehrenden Tour erkrankte Hedwig Reicher-Kindermann und konnte in Brüssel bereits nicht mehr auftreten. Nach einer kurzen Erholungspause in München reiste sie nach Venedig, wo sie mit Neumanns reisendem Richard-Wagner-Theater (auch „Nibelungentheater“ genannt), u. a. neben Katharina Klafsky, weiter tourte mit Stationen in Bologna, Rom, Florenz, Mailand und Turin. Von Mailand aus reiste die Operntruppe weiter nach Triest. Hedwig Reicher-Kindermann zog sich jedoch in Triest eine Erkältung zu und war wieder gesundheitlich geschwächt, brach die Tour aber nicht ab.
Früher Tod in Triest
Im Mai und Juni 1883 hielt sich Hedwig Reicher-Kindermann auf ihrer Tour mit der Operngesellschaft von Neumann in Triest auf. Noch während ihres Gastspiels musste sie in dem Hotel „Hôtel de la Ville“ ärztlich versorgt werden, absolvierte aber dennoch einige Auftritte. Nur wenige Wochen vor ihrem 30. Geburtstag starb Hedwig Reicher-Kindermann in Triest an den Folgen einer Bauchfellentzündung. Ab Herbst 1883 sollte sie ein Engagement an der Berliner Hofoper antreten. Ihr Leichnam sollte nach München überführt werden. Weil der Leichnam durch die Bauchfellentzündung aber sehr schnell verweste, verbot der Syndikus von Triest die Überführung nach München aus hygienischen Gründen. Bereits die Aufbahrung der verwesenden Leiche sei eine große Schwierigkeit gewesen. Zur Bestattung in Triest fand sich eine große Menschenmenge ein; Angelo Neumann hielt am Grab eine Trauerrede. Ein Jahr nach ihrem Tod wurde im Leipziger Stadttheater ihr zu Ehren eine Büste aufgestellt, die von dem Bildhauer Adolf Lehnert angefertigt wurde.

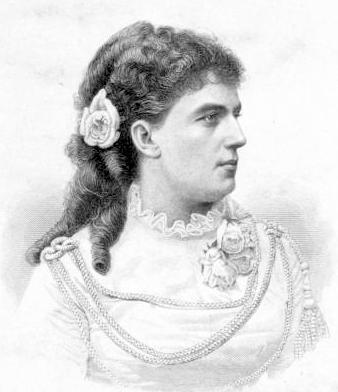
Hedwig Reicher-Kindermann, Zeichnung von August Weger (1823–1892)

## Zeitgenössische und posthume Rezeption
„... eine tüchtig geschulte Altistin von wirklich seltener Stimmfülle...“
„Sie verfügt über einen in guter Schule gebildeten Contr’alt und ihr dramatisches Gestaltungsvermögen läßt die gewiegte und bühnenerprobte Sängerin keinen Augenblick außer Zweifel.“
„Das Material, welches Frau Reicher-Kindermann in der Kehle sitzen hat, ist das reine Stimmgold, ebenso bewundernswerth in der strahlenden Fülle und dem sympathischen Charakter des Klanges, wie im tonlichen Umfang, die Behandlungsweise, welche diese Naturgaben seitens ihrer Eignerin finden, kann als eine durch und durch künstlerische bezeichnet werden, denn auch nicht die kleinste Unmanier stört im Genusse dieses herrlichen, frei und lauter von den Lippen strömenden Gesanges, dem im Besonderen eine selten ausgibige [sic!] Mittellage nachzurühmen ist.“
„H. R.-K. war eine der bedeutendsten Bühnenerscheinungen ihrer Zeit. Eine stattliche, nicht allzu große, aber imposante Figur, ein eindrucksvolles, energisches Profil, ein glutvolles Augenpaar befähigten sie aufs glücklichste zur Verkörperung heldenhafter, leidenschaftlicher Frauengestalten, einer Leonore, Isolde, besonders der Brünnhilde. Auch in der Darstellung gelang ihr alles Feurige, Gewaltige besser als das weiblich Hingebende. Daher war ihr die Walküre angemessener, als Sieglinde; und als Brünnhilde traf sie die Momente aufschäumender Rachbegierde wieder besser, als die anschmiegender Liebe. Was ihr aber vor allem ihre Erfolge verschaffte, war ihre Stimme. Ließ ihr Spiel noch manches im Einzelnen zu wünschen übrig, was die Zukunft gewiss gewährt hätte, so war ihr Organ in jeder Weise tadellos. Wundervoll klang es in der tiefen Lage; aber auch der Höhe hätte in den letzten Jahren niemand die ehemaligen Mängel angemerkt: mühelos sprachen auch die höchsten Töne an. Angenehm, selbst bei gewaltigster Stärke, ausgeglichen in allen Lagen, biegsam, aber unverletzlich, wie Stahl, gesund und ausdauernd auch in den anstrengendsten Partien war diese unvergleichliche Stimme prädestiniert, allen Anforderungen, welche Wagners Dramen an die Sängerinnen stellen, zu genügen; dazu kam eine untadelige Intonation und eine musikalische Sicherheit, welche der Sängerin vollkommene Herrschaft über jede Rolle gab, obwohl sie durch Kurzsichtigkeit gehindert wurde, den Dirigenten des Orchesters zu sehen.“